# Winnsboro (Carolina do Sul)
Winnsboro é uma cidade  localizada no estado norte-americano da Carolina do Sul, no Condado de Fairfield.

## Demografia
Segundo o censo norte-americano de 2000, a sua população era de 3599 habitantes.
Em 2006, foi estimada uma população de 3647, um aumento de 48 (1.3%).

## Geografia
De acordo com o United States Census Bureau tem uma área de
8,4 km², dos quais 8,4 km² cobertos por terra e 0,0 km² cobertos por água. Winnsboro localiza-se a aproximadamente 163 m acima do nível do mar.

## Localidades na vizinhança
O diagrama seguinte representa as localidades num raio de 28 km ao redor de Winnsboro.